# بی‌وزنی

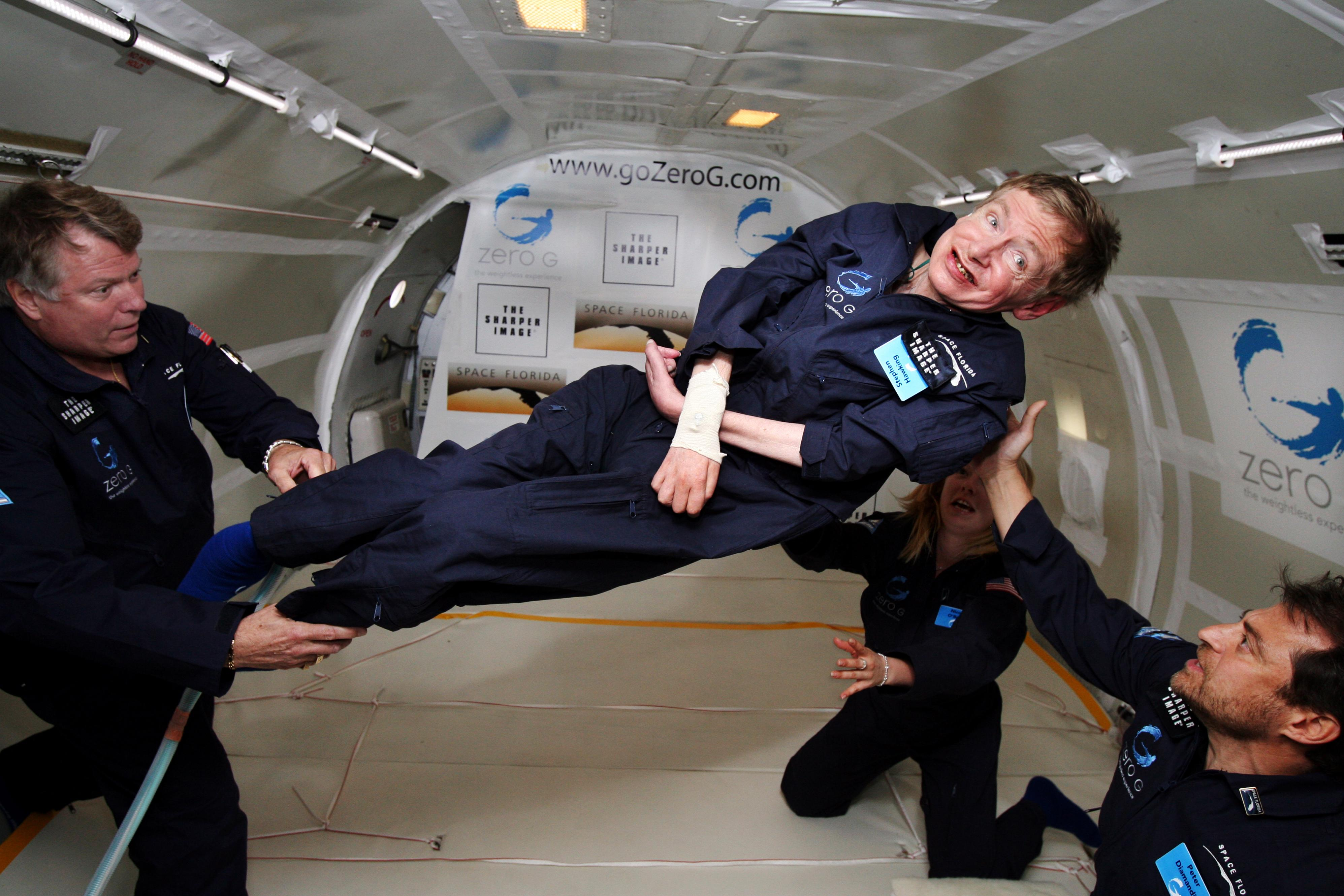
استیون هاوکینگ در حالت بی وزنی ۸ ژانویه ۲۰۰۷ میلادی

## نگاه اجمالی بر گرانش
جاذبه نیرویی است که تمام اشیا و موجودات روی زمین را به سمت زمین جذب می‌کند. این نیرو اشیای مسطح کره را نگه داشته و از شناور شدن آن‌ها در فضا جلوگیری می‌کند. جاذبه به اشیا و نیز بدن ما وزن می‌دهند. با دور شدن از زمین نیز نیروی جاذبه کاهش می‌یابد. در فضا این نیرو بسیار کم است. جاذبه سبب وزن می‌شود به همین دلیل در فضا که جاذبه وجود ندارد بی وزنی کامل پدیدار می‌شود. عامل بی وزنی زندگی فضانورد را دچار اشکال می‌کند. اگر وی تصمیم به حرکت بگیرد، پایش از روی زمین بلند شده و شناور خواهد ماند. چنانچه مایع را درون ظرف بریزد از کناره ان خواهد ریخت ابزارها و سایر وسایل در فضا غوطه ور می‌مانند. چند هفته در بی وزنی بر چگونگی کارکرد اندام بدن تأثیر می‌گذارد. فضانوردان برای زندگی در شرایط بی وزنی دارای وسایل مخصوصی هستند.

## نیروی گرانشی
در شرایط زمینی فشار داده شده بر یک سطح در نتیجه عمل نیروی جاذبه یا گرانشی پدید می‌آید؛ ولی مردم غالباً فکر می‌کنند که این فشار دقیقاً همان نیرویی است که به وسیلهٔ آن، جسمی به زمین جذب می‌گردد. اگر چنین موردی واقعاً صحت داشت، ما شاهد بی وزنی فضاپیمائی که به ماه حرکت می‌کند، نبودیم؛ زیرا سفینه در هر نقطه روی مدار تحت تأثیر گرانش زمین قرار دارد. به‌طور کلی به زحمت می‌توان نقطه‌ای را در فضا پیدا نمود که برآیند نیروهای گرانشی در آن صفر باشد. باید متذکر شد که فشار به وسیلهٔ نیروهای دیگر جز نیروی گرانشی نیز پدید می‌آید و یکی از آن شتاب می‌باشد. نیروی گرانشی برای جسمی که به حال سکون بر روی سطح زمین قرار دارد، واقعاً با وزن جسم برابر می‌باشد؛ ولی این فقط یک حالت خاص می‌باشد.

## اثر گرانش
بدن انسان بر سطح فشار معینی وارد می‌کند؛ ولی مطابق قانون سوم نیوتن سطح زمین کاملاً همان مقدار فشار را متقابلاً از پایین به بدن انسان وارد می‌سازد. این نیروی مقاومت، عکس‌العمل نامیده می‌شود. نیروهای گرانشی بر سطح و نیروی عکس‌العمل برخود جسم اثر می‌گذارد. بدین ترتیب، گرانش بر جسم اعمال می‌گردد نه بر سطح. مفهوم مطلب آن است که این نیرو کاملاً با فشاری که بر سطح وارد می‌گردد، تفاوت دارد.

## مفهوم فیزیکی اضافه وزن
مفهوم اضافه وزن از نظر فیزیکی این است که تمام یک جسم به‌طور همزمان شتاب پیدا نمی‌کند. نیرویی که بر یک جسم اعمال می‌گردد به عنوان مثال نیروی گرانشی موتور موشک در بخش نسبتاً کوچکی از سطح آن اثر می‌گذارد. تمام نقاط دیگر این جسم، شتاب را به صورت تغییر یافته و با تأخیر دریافت می‌کنند. مانند آن است که جسم در ضمن فشرده شدن به تکیه گاهش پهن شود.

## اثرات اضافه وزن بر انسان
تحقیقات تجربی وسیعی که به وسیلهٔ «کنستانتین شیولکوفسکی» در آغاز این قرن شروع شد و در دوران ما نیز ادامه یافت، نشان می‌دهد که اثر فیزیولوژیکی اضافه وزن نه تنها به مدت دوام آن، بلکه جسم مورد نظر نیز بستگی دارد. مقدار زیادی از خون به بخش پایین تر انتقال می‌یابد و مقدار خون مغز نیز دچار اختلال می‌شود. اندام‌های داخلی نیز در اثر ازدیاد وزن، پایین تر می‌آیند و موجب کشش رگ و پی می‌گردند. موقعیت بدن برای کم کردن اثرات خطرناک اضافه وزن باید به ترتیبی باشد که اضافه وزن از پشت به طرف سینه باشد. این وضعیت باعث می‌شود که موجود زنده اضافه وزن را تا سه برابر وزنش تحمل نماید. در واقع به همین علت است که دراز کشیدن در چنین حالتی بهتر از ایستادن می‌باشد.

## علل بی وزنی
در حالی که موجودات روی کره زمین حالت اضافه وزن را به ندرت تجربه می‌نمایند، عملاً چیزی دربارهٔ حالت بی وزنی نمی‌دانند. این وضعیت حیرت‌انگیز هنگامی پدید می‌آید که موتورهای موشک خاموش باشند و فشار وارد بر سطح و نیروی عکس‌العمل از بین بروند. در این صورت استنباط معمول ما از بالا و پایین بی‌معنا می‌گردد. اجسامی که استحکامی ندارند، در هوا آزادانه شناور می‌گردند. در مورد بی وزنی تصورات غلط زیادی وجود دارد. برخی عقیده دارند این حالت هنگامی به وجود می‌آید که فضاپیما از «کره جاذب زمین» که فراتر از آن هوا وجود ندارد، دور شود. عده‌ای دیگر تصور می‌کنند که بی وزنی حرکت آزاد موشک در فضا، موشک و تمام چیزهای موجود در آن در اثر نیروهای گرانشی با شتاب یکسانی حرکت می‌کنند، مانند آن است که سطح در جلو جسم حرکت می‌کند و جسم فرصت کافی برای وارد ساختن فشار بر آن را نداشته باشد ولی هر دو حرکت سفینه در مدار چه با موتورهای در حال کار و چه حرکتی که تحت تأثیر گرانش انجام می‌گیرد، شتاب‌وار هستند و تحت تأثیر نیروهایی که بر آن‌ها اعمال می‌گردد، می‌باشند.

## بی وزنی کامل
اگر موشک در یک میدان گرانشی حرکت کند یعنی از موتورهایش استفاده ننماید. این میدان عملاً در اطراف موشک یکنواخت است و مفهومش آن است که نیروهای میدان یکسان در تمام نیروهای گرانشی به آن دسته از نیروهایی که نیروی جرم نامیده می‌شوند تعلق دارند؛ یعنی نیروهایی که به‌طور همزمان بر تمام نقاط جسم یا سیستم مورد نظر وارد می‌شوند. با توجه به این واقعیت تمام نقاط موشک شتاب یکسانی را به‌طور همزمان دریافت می‌دارند و تمام برهمکنش آن‌ها با یکدیگر متوقف می‌گردد. فشار وارد بر سطح و عکس‌العمل آن تواماً قطع می‌شود و حالت بی وزنی کامل حاصل می‌گردد.